# Estadio Azul

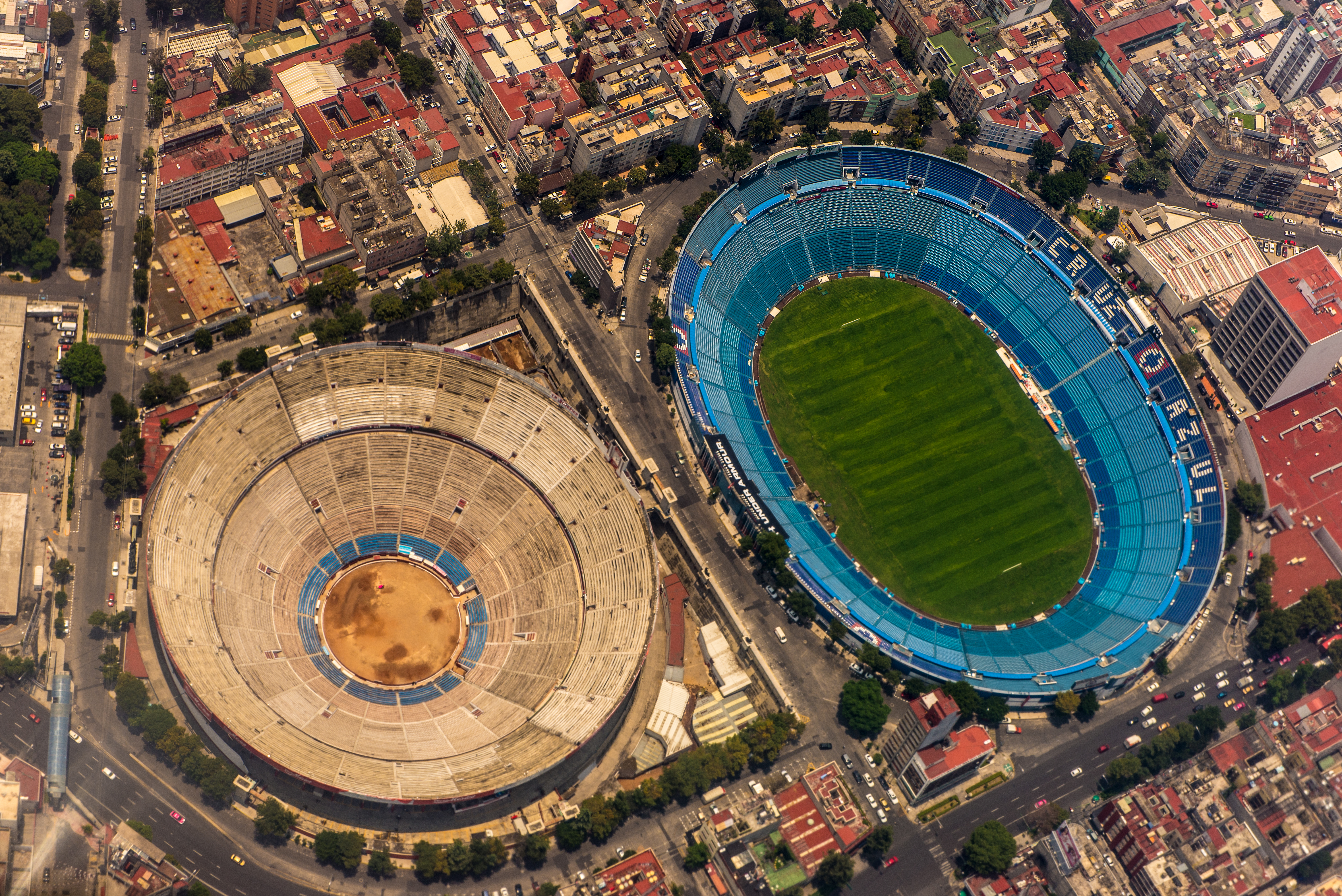
Entrén till Estadio Azul

Estadio Azul är en arena i Mexico city med en maxkapacitet på 32 904 platser. Stadion är hemmaarena för fotbollslaget Cruz Azul.